# باردن
باردن (انگلیسی: Borden) شرکت صنایع غذایی آمریکایی است، که در سال ۱۸۵۷ تأسیس شد.